# ビジネスウィーク・革新的な企業ランキング
ビジネスウィーク・革新的な企業ランキング（-かくしんてきな きぎょう-、The Most Innovative Companies）は、ビジネスウィークが年一回発表している、世界の革新的な企業をランキングしたリストである。

## 似たようなランキング
- フィナンシャル・タイムズ・グローバル500　　（世界の企業の時価総額をランキングしたリスト）
- フォーチュン・グローバル500　　（世界の企業の売上高をランキングしたリスト）
- フォーチュン500　　（アメリカ企業の売上高をランキングしたリスト）
- フォーブス・グローバル2000　　（世界の公開会社の上位2000社のランキングリストである。順位は売上高、利益、資産、市場価値の4つの要因に基づいて決められる。）
- インターブランド・ベスト・グローバル・ブランド・リスト　　（世界の企業のトップブランド・ベスト100を決めるリスト。インターブランドが集計し発表したものをビジネスウィーク誌も発表する。）
- ビジネスウィーク・トップブランド・ベスト100　　（世界の企業のトップブランド・ベスト100を決めるリスト。インターブランドが集計し発表したものをビジネスウィーク誌も発表する。）
- 半導体メーカー売上高ランキング　　（世界の半導体メーカーをランキングしたリスト）
- 半導体・製造装置メーカー売上高ランキング　　（世界の半導体製造装置メーカーの売上高をランキングしたリスト）
- 世界の軍事企業の売上高ランキング　　（世界の軍事企業の売上高をランキングしたリスト）